# 묘수 (별자리)
묘수(昴宿)는 동아시아의 별자리인 이십팔수의 하나이다. 서방백호 7수(宿) 중 네 번째에 해당된다. 황소자리의 일부인 플레이아데스성단에 해당된다. 해석상 북방민족(胡)을 대표하는 별이다.

## 묘수에 속한 별자리
묘수에 속한 별자리들은 다음과 같다.
| 별자리     | 한자       | 별 개수 | 위치           | 의미                    |
| ---------- | ---------- | ------- | -------------- | ----------------------- |
| 묘         | 昴         | 7       | 플레이아데스   | 백호의 몸               |
| 천하, 천아 | 天河, 天阿 | 1       |                | 천상의 강               |
| 월         | 月         | 1       |                |                         |
| 천음       | 天陰       | 5       |                | 천상의 그늘             |
| 추고       | 芻蒿       | 6       |                | 소나 말에게 먹이는 건초 |
| 천원       | 天苑       | 16      | 에리다누스자리 | 황실의 목장             |
| 권설       | 卷舌       | 6       | 페르세우스자리 |                         |
| 천참       | 天讒       | 1       |                |                         |
| 여석       | 礪石       | 4       |                | 마력을 가진 돌          |

## 같이 보기
- 좀생이보기 (강릉)

## 참고 문헌
- 권근 외, 『천상열차분야지도』, 서운관(書雲觀), 1395
- 이문규, 《고대 중국인이 바라본 하늘의 세계》, 문학과 지성사, 2000
- 이순지 저, 김수길.윤상철 역,《천문류초》, 대유학당, 1998
- 박창범, 《하늘에 새긴 우리역사》, 김영사, 2002